# 香港市委書記
1. REDIRECT 中央人民政府駐香港特別行政區聯絡辦公室